# Coupe Kawasaki
La coupe Kawasaki est une épreuve sportive française créée en 1971 et se déroulant en plusieurs manches sur une saison. Elle met en compétition des pilotes chevauchant des motos Kawasaki de même modèle et strictement de série.
Cette formule de promotion constitue un vivier de futurs grands pilotes.

## Historique
1971 : 350 A7 Avenger (2 cylindres 2 temps)
- 1er Meyer, 2e Fabre, 3e Mallet

Note : participation d'un pilote féminin, Dominique Borredon, qu'on retrouvera plus tard au tour de France moto.

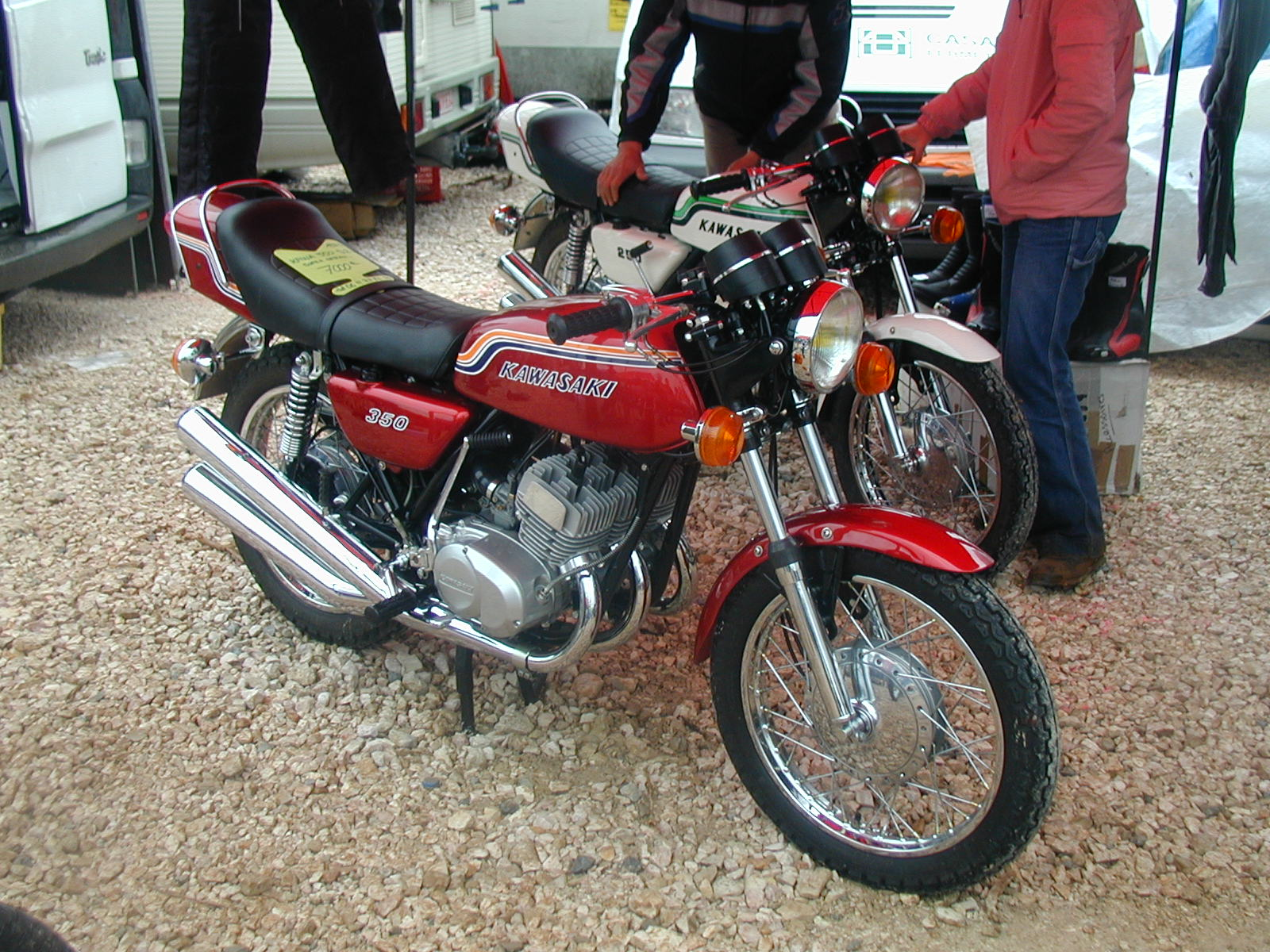
La Kawasaki 350 S2

1972 et 1973 : 350 S2 (3 cylindres 2 temps)
- 1972 : 1er Patrick Pons, qui fera une brillante carrière en Grand Prix
- 1973 : 1er Jean-Claude Meilland, 2e Louis Garron, 3e Frédéric Amarolli

1974 à 1978 : 400 S3
- 1974 : 1er Bernard Sailler
- 1975 : 1er Éric Saul, 2e Denis Boulom, 3e Christian Sarron
- 1976 : 1er Christian LeLiard
- 1977 : 1er Marc Fontan, 2e Jean Lafond
- 1978 : 1er Pierre Etienne Samin

1979 : Z 650 C (4 cylindres 4 temps)
- 1er Gérard Petit

1980 à 1982 : Z 250 (2 cylindres 4 temps)
- 1980 : 1er Bernard Piaton,
- 1981 : 1er Jean Patrick Vella
- 1982 : 1er Bruno Bonhuil

1989 à 1993 : 250 KR1
2006 à aujourd'hui : ER-6n